# 郝林莱医院铁路

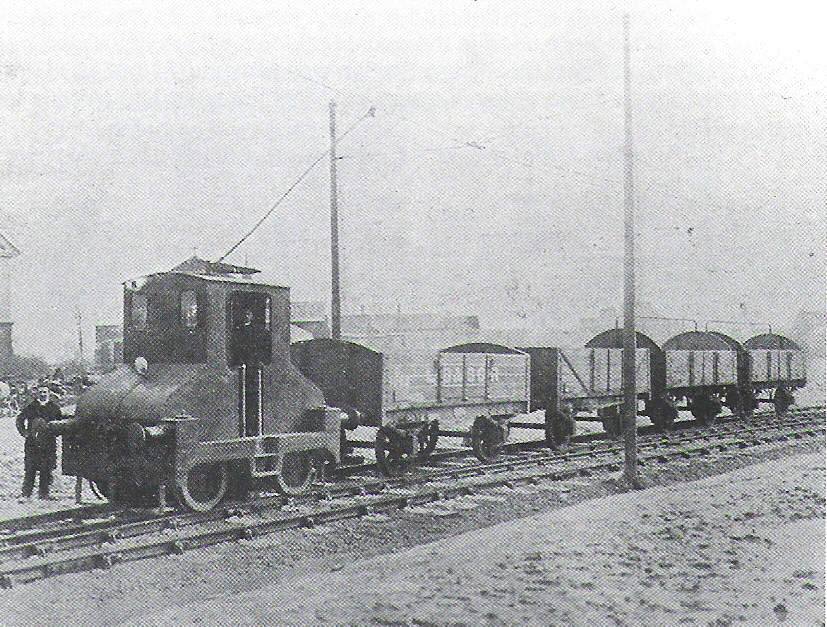
1906年，运行在郝琳莱医院铁路的电力机车及其牵引的货物列车。在该铁路线于1959年关闭前，这种电力机车是英国最早运营的电力机车。

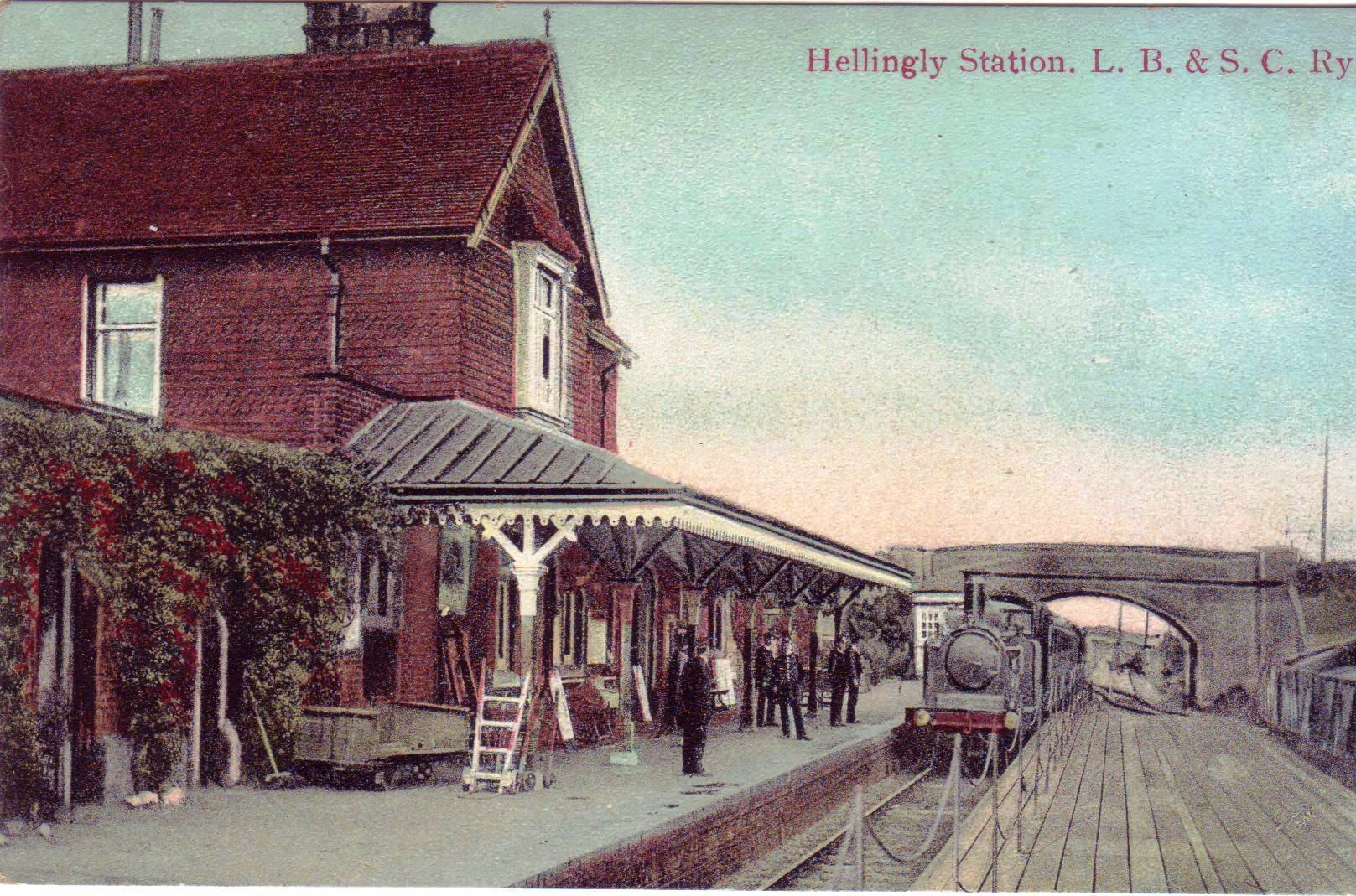
20世纪早期的郝林莱火车站，图中能看到被缩短的木质月台。

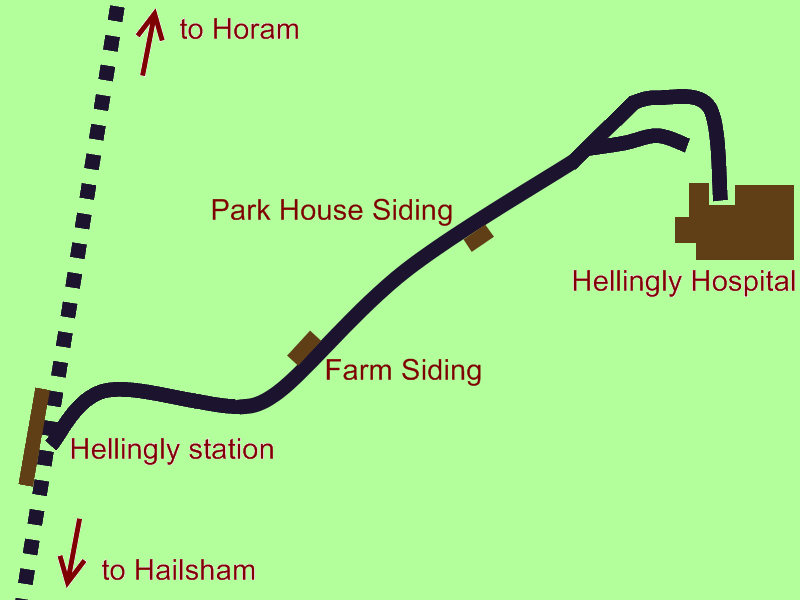
郝林莱铁路线路示意图。

郝林莱医院铁路（英語：Hellingly Hospital Railway）是英國一条由东萨可瑟斯郡拥有和运营的轻便铁路，以前曾向位于哈尔希姆附近的郝莱医院精神科医院运送乘客及煤炭燃料。伦敦-布莱顿-南部海滨铁路网的喀克库支线设有郝林莱站。
该铁路于1899年开始建设，1902年电气化工程完工后，次年7月20日向乘客开放。1923年铁路分组后，由于乘客数量明显下降，出于经济因素考虑，医院不再将铁路用于客运，客运服务随之取消；1959年，铁路的货运功能停止，紧接着，医院将锅炉的燃料由煤炭改成石油，铁路已失去继续存在的意义。
这条铁路的大部分路轨是从郝林莱车站南部的岔口径直通向郝林莱医院，过去分别以农场线和公园大厦线而出名的两条铁路支线，已作为医院附属建筑装卸给养物资的停靠点使用。从那时起，许多线路改成供人们步行的小径，以前依靠跌路线从事服务业的许多建筑现在也都荒废了。

### 建设与开幕
1897年，东萨可瑟斯郡在哈尔希姆北部的公园农场购置了400英亩（160公顷）土地，这块地距齐切斯特的伊尔有3英里（5公里）。郡政府在这里建成了一所全新的精神科医院，也就是最终为人们所熟知的郝林莱精神科医院。铁路始建于1900年，设计师是乔治-托马斯-海恩，他曾主持设计了郝林莱医院附近的另一建筑-荷沃兹西斯救助站。